# Soudan aux Jeux olympiques d'été de 2008
Pour sa dixième participation à des Jeux olympiques d'été, le Soudan remporte la première médaille olympique de son histoire par l'intermédiaire de l'athlète Ismail Ahmed Ismail, deuxième de l'épreuve du 800 mètres masculin.

## Liste des médaillés soudanais

### Médailles d'or
| Sport              | Discipline | Sportifs | Performance |
| Médailles d'or : 0 |            |          |             |

### Médailles d'argent
| Sport                  | Discipline | Sportifs            | Performance   |
| Médailles d'argent : 1 |            |                     |               |
| Athlétisme             | 800 m (H)  | Ismail Ahmed Ismail | 1 min 44 s 70 |

### Médailles de bronze
| Sport                   | Discipline | Sportifs | Performance |
| Médailles de bronze : 0 |            |          |             |

## Liste des athlètes engagés soudanais[1]

### Athlétisme
| Hommes - 400 m : - Nagm Eldin Ali - 800 m : - Abubaker Kaki - Ismail Ahmed Ismail - 1 500 m : - Abdalla Abdelgadir | Femmes - 400 m : - Nwal Eljack - 3 000 m steeple : - Muna Durka - 400 m haies : - Muna Gabir - Triple saut : - Yamile Aldama |

#### Hommes
| Épreuve      | Athlète               | Séries        | Séries | Quarts de finale | Quarts de finale | Demi-finales  | Demi-finales | Finale        | Finale            |
| Épreuve      | Athlète               | Résultat      | Rang   | Résultat         | Rang             | Résultat      | Rang         | Résultat      | Rang              |
| ------------ | --------------------- | ------------- | ------ | ---------------- | ---------------- | ------------- | ------------ | ------------- | ----------------- |
| 400 mètres   | Nagmeldin Ali Abubakr | 47 s 12       | 8e     | -                | -                | -             | -            | -             | -                 |
| 800 mètres   | Abubaker Kaki         | 1 min 46 s 98 | 1er    | NC               | NC               | 1 min 49 s 19 | 8e           | -             | -                 |
| 800 mètres   | Ismail Ahmed Ismail   | 1 min 45 s 87 | 2e     | NC               | NC               | 1 min 44 s 91 | 2e           | 1 min 44 s 70 | Médaille d'argent |
| 1 500 mètres | Abdalla Abdelgadir    | 3 min 47 s 65 | 13e    | -                | -                | -             | -            | -             | -                 |

#### Femmes
| Épreuve              | Athlète         | Séries      | Séries | Quarts de finale | Quarts de finale | Demi-finales | Demi-finales | Finale   | Finale |
| Épreuve              | Athlète         | Résultat    | Rang   | Résultat         | Rang             | Résultat     | Rang         | Résultat | Rang   |
| -------------------- | --------------- | ----------- | ------ | ---------------- | ---------------- | ------------ | ------------ | -------- | ------ |
| 400 mètres           | Nawal El Jack   | 52.77       | 3e Q   | NC               | NC               | 54.18        | 8e           | -        | -      |
| 400 mètres haies     | Muna Jabir Adam | 57.16       | 5e     | -                | -                | -            | -            | -        | -      |
| 3 000 mètres steeple | Muna Durka      | 9 min 53.09 | 9e     | -                | -                | -            | -            | -        | -      |
| Triple saut          | Yamilé Aldama   | NM          | /      | -                | -                | -            | -            | -        | -      |

### Natation
Hommes
- 50 m nage libre :
  - Ahmed Adam